# Kurinchippattu
| Sangam-Literatur |
| --- |
| Ettuttogai („acht Anthologien“) |
| - Natrinai - Kurundogai - Aingurunuru - Paditruppattu - Paripadal - Kalittogai - Agananuru - Purananuru                                                                             |
| Pattuppattu („zehn Gesänge“) |
| - Tirumurugatruppadai - Porunaratruppadai - Sirupanatruppadai - Perumbanatruppadai - Mullaippattu - Maduraikkanchi - Nedunalvadai - Kurinchippattu - Pattinappalai - Malaipadukadam |

Das Kurinchippattu (குறிஞ்சிப்பாட்டு Kuṟiñcippāṭṭu [ˈkurɨɲʒipːaːʈːɯ] „das Berggedicht“) ist ein Werk der alttamilischen Sangam-Literatur. Es handelt sich um ein längeres Einzelgedicht im Genre der Liebesdichtung (agam). Innerhalb der Sangam-Literatur gehört es zur Gruppe der „zehn Gesänge“ (Pattuppattu).
Das Kurinchippattu hat eine Länge von 261 Zeilen und ist im Agaval-Versmaß verfasst. Es wird dem Autor Kabilar zugeschrieben. Von den zwei Genres der Sangam-Literatur, Liebes- und Heldendichtung, gehört das Kurinchippattu zum Genre der Liebesdichtung (agam). Es erzählt in konventioneller Weise die Geschichte eines Helden und einer Heldin, die sich in der Berglandschaft begegnen und eine Liebesbeziehung beginnen. Diese Thematik ist in der alttamilischen Liebesdichtung mit der Berglandschaft (kurinchi), einer der „fünf Landschaften“ des Agam-Genres, verknüpft. Hiervon leitet sich auch der Werktitel ab.
Die Datierung der Sangam-Literatur ist höchst unsicher. Anhand sprachlicher und stilistischer Kriterien wird für das Kurinchippattu aber ein Entstehungszeitraum im 5. Jahrhundert vorgeschlagen.